# The Savoy (periódico)

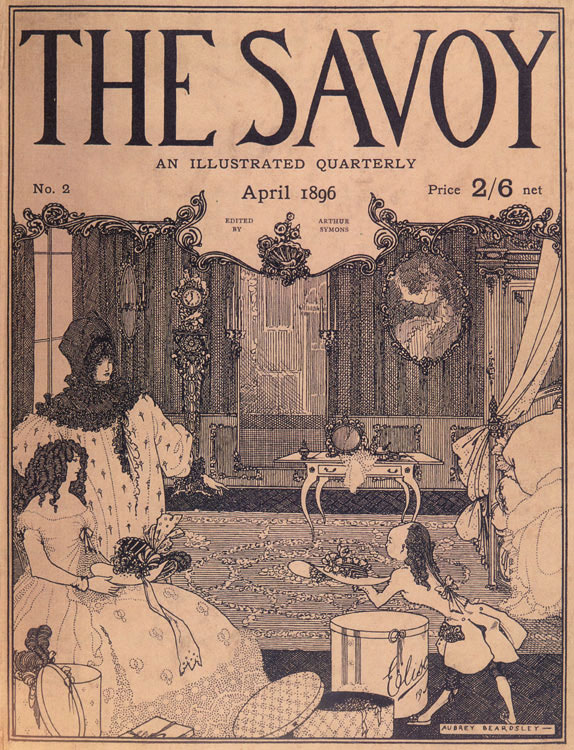
O nome Savoy foi pego emprestado de um novo hotel em Londres e pretendia sugerir modernidade e opulência.

The Savoy foi uma revista de literatura, arte e crítica publicada em oito números, de janeiro a dezembro de 1896, em Londres. A revista apresentou obras de autores como W. B. Yeats, Max Beerbohm, Joseph Conrad, Aubrey Beardsley e William Thomas Horton. O editor da revista era Leonard Smithers, um controverso amigo de Oscar Wilde que também ficou conhecido como pornógrafo. Entre outras publicações de Smithers estavam obras eróticas raras e itens ímpares, como livros sobre pele humana.